# Lista de episódios de Chica vampiro
Abaixo está a lista de episódios da telenovela colombiana Chica vampiro. Sua estreia ocorreu na Colômbia em 14 de maio de 2013 e no Brasil, em 23 de julho de 2018.
| Temporada | Temporada | Episódios | Episódios           | Exibição Original  | Exibição Original     | Exibição no Brasil  | Exibição no Brasil    | Exibição no Français | Exibição no Français   |
| Temporada | Temporada | Episódios | Episódios           | Estreia            | Final                 | Estreia             | Final                 | Estreia              | Final                  |
| --------- | --------- | --------- | ------------------- | ------------------ | --------------------- | ------------------- | --------------------- | -------------------- | ---------------------- |
|           | 1         | 120       | 60                  | 14 de maio de 2013 | 5 de novembro de 2013 | 23 de julho de 2018 | 8 de dezembro de 2018 | 31 de agosto de 2015 | 20 de novembro de 2015 |
| 60        | 1         | 120       | 19 de abril de 2016 | 14 de maio de 2013 | 5 de novembro de 2013 | 23 de julho de 2018 | 8 de dezembro de 2018 | 11 de julho de 2016  |                        |

## Episodios
| Número | Título                                                                                      | Estreia                                      |
| ------ | ------------------------------------------------------------------------------------------- | -------------------------------------------- |
| 1      | "Daisy, La Chica Vampiro" "De Humana á Vampira"                                             | 14 de maio de 2013 23 de julho de 2018       |
| 2      | "El Poder de Daisy" "O Poder da Daisy"                                                      | 15 de maio de 2013 24 de julho de 2018       |
| 3      | "El Ayuno de Daisy" "O Jejum"                                                               | 16 de maio de 2013 25 de julho de 2018       |
| 4      | "Daisy y el Festival Vampiro" "Festival Vampiro"                                            | 17 de maio de 2013 26 de julho de 2018       |
| 5      | "Daisy y el Horóscopo Vampiro" "Horóscopo Vampiro"                                          | 20 de maio de 2013 27 de julho de 2018       |
| 6      | "Daisy de Novia con un Mortal" "Daisy e o Mortal"                                           | 21 de maio de 2013 28 de julho de 2018       |
| 7      | "Pobre Daisy Nadie le Cree" "Ninguém Acredita Na Daisy"                                     | 22 de maio de 2013 30 de julho de 2018       |
| 8      | "Daisy y el Castigo de los Vampiros" "O Castigo Dos Vampiros"                               | 23 de maio de 2013 31 de julho de 2018       |
| 9      | "Daisy Entre Dos Mundos" "Daisy Entre Dois Mundos"                                          | 24 de maio de 2013 1 de agosto de 2018       |
| 10     | "Daisy Ama en Secreto" "Daisy e Seu Segredo"                                                | 27 de maio de 2013 2 de agosto de 2018       |
| 11     | "Daisy Hace Magia" "Daisy Faz Magia"                                                        | 28 de maio de 2013 3 de agosto de 2018       |
| 12     | "Daisy, Vampiro en Custodia" "Vampiro Sobre Custódia"                                       | 29 de maio de 2013 4 de agosto de 2018       |
| 13     | "Daisy, en Campamento" "Daisy No Acampamento"                                               | 30 de maio de 2013 6 de agosto de 2018       |
| 14     | "Daisy y la Vampiritis " "Daisy e a Vampiritis"                                             | 31 de maio de 2013 7 de agosto de 2018       |
| 15     | "Daisy y Max Un Amor del Pasado?" "Um Amor do Passado?"                                     | 4 de junho de 2013 8 de agosto de 2018       |
| 16     | "Daisy Hogar Dulce Hogar" "Lar Doce Lar"                                                    | 5 de junho de 2013 9 de agosto de 2018       |
| 17     | "Ellos Compiten por Daisy" "A Competição"                                                   | 6 de junho de 2013 10 de agosto de 2018      |
| 18     | "Ellos No Quieren a Daisy" "Eles Não Amam a Daisy"                                          | 7 de junho de 2013 11 de agosto de 2018      |
| 19     | "¿Daisy Bruja?" ""Bruxaria""                                                                | 11 de junho de 2013 13 de agosto de 2018     |
| 20     | "Daisy En El Más Allá" ""No Outro Lado""                                                    | 12 de junho de 2013 14 de agosto de 2018     |
| 21     | "Daisy y el Fin de un Secreto" ""O Fim de um Segredo""                                      | 13 de junho de 2013 15 de agosto de 2018     |
| 22     | "Daisy y Marilyn ¿VampiAmigas?" ""Vampiamigas?"                                             | 14 de junho de 2013 16 de agosto de 2018     |
| 23     | "Daisy Por el Mal Camino" ""Daisy pelo Mau Caminho"                                         | 17 de junho de 2013 17 de agosto de 2018     |
| 24     | "Daisy Una Vampiro en Peligro" ""Uma Vampira em Perigo""                                    | 18 de junho de 2013 18 de agosto de 2018     |
| 25     | "La Gran Daisy...Cazada" "A Caçada"                                                         | 19 de junho de 2013 20 de agosto de 2018     |
| 26     | "Daisy ¿Culpable o Inocente?" "Culpada ou Inocente?"                                        | 20 de junho de 2013 21 de agosto de 2018     |
| 27     | "Daisy y la Maquina del Olvido" "A Máquina do Esquecimento"                                 | 21 de junho de 2013 22 de agosto de 2018     |
| 28     | "Daisy y Max Sin Secretos" "Sem Segredos"                                                   | 24 de junho de 2013 23 de agosto de 2018     |
| 29     | "¿Donde Está Max?" "Onde Está o Max?"                                                       | 25 de junho de 2013 24 de agosto de 2018     |
| 30     | "Daisy Al Rescate" "Ao Resgate"                                                             | 26 de junho de 2013 25 de agosto de 2018     |
| 31     | "Daisy y sus Vampiros" "Daisy E Seus Vampiros"                                              | 27 de junho de 2013 27 de agosto de 2018     |
| 32     | "Daisy Atrapada Sin Salida" "Presa e Sem Saída"                                             | 28 de junho de 2013 28 de agosto de 2018     |
| 33     | "Daisy Quiere Ser Reina" "Daisy Quer Ser A Rainha"                                          | 2 de julho de 2013 29 de agosto de 2018      |
| 34     | "Daisy Revolucionaria" "A Revolucionária"                                                   | 3 de julho de 2013 30 de agosto de 2018      |
| 35     | "Las Vampiras los Prefieren Mortales" "As Vampiras preferem os Mortais"                     | 4 de julho de 2013 31 de agosto de 2018      |
| 36     | "Daisy, Marilyn y El Nuevo Max: Un Ser de Luz" "Daisy, Marilyn e o Novo Max: Um Ser de Luz" | 5 de julho de 2013 1 de setembro de 2018     |
| 37     | "La Nueva Rival de Daisy" "A Nova Rival"                                                    | 8 de julho de 2013 3 de setembro de 2018     |
| 38     | "Daisy En La Ruina" "Daisy Na Ruína"                                                        | 9 de julho de 2013 4 de setembro de 2018     |
| 39     | "Daisy Intercambia Mamá con Max" "A Troca de Mães"                                          | 10 de julho de 2013 5 de setembro de 2018    |
| 40     | "Las Dos Familias de Daisy" "As Duas Famílias da Daisy"                                     | 11 de julho de 2013 6 de setembro de 2018    |
| 41     | "Daisy y un Plan: No a los Vecinos" "Daisy Tem Um Plano"                                    | 12 de julho de 2013 7 de setembro de 2018    |
| 42     | "Daisy y Max, Amor a Distancia" "Um Amor a Distância"                                       | 15 de julho de 2013 8 de setembro de 2018    |
| 43     | "Daisy y... la Casa del Terror" "A Casa do Terror"                                          | 16 de julho de 2013 10 de setembro de 2018   |
| 44     | "Ellos Quieren ser Famosos y Quedarse con Daisy" "Eles Querem Ser Famosos"                  | 17 de julho de 2013 11 de setembro de 2018   |
| 45     | "Daisy y Pierre el Vampiro Francés" "O Vampiro Francês"                                     | 18 de julho de 2013 12 de setembro de 2018   |
| 46     | " Daisy en Busca del Wendy N°5" "A Busca do Wendy Nº5"                                      | 19 de julho de 2013 13 de setembro de 2018   |
| 47     | "Daisy Teme: Max Vampiro" "Max Virou Vampiro?"                                              | 22 de julho de 2013 14 de setembro de 2018   |
| 48     | "Vampiro por Amor a Daisy" "Vampiro Por Amor"                                               | 23 de julho de 2013 15 de setembro de 2018   |
| 49     | "Daisy, el Eclipse y Max" "O Eclipse"                                                       | 24 de julho de 2013 17 de setembro de 2018   |
| 50     | "Daisy y los Dulces Mágicos" "Os Doces Mágicos"                                             | 25 de julho de 2013 18 de setembro de 2018   |
| 51     | "Daisy + Mundo Vampiro + Tia Carmela = Nueva Vida" "Vida Nova"                              | 26 de julho de 2013 19 de setembro de 2018   |
| 52     | "Daisy Japonesa" "Daisy Japonesa"                                                           | 29 de julho de 2013 20 de setembro de 2018   |
| 53     | "Daisy y Drácula: La Vampi Convivencia" "Vampi Convivência"                                 | 30 de julho de 2013 21 de setembro de 2018   |
| 54     | "Daisy a la Italiana" "Daisy Á Italiana"                                                    | 31 de julho de 2013 22 de setembro de 2018   |
| 55     | "Daisy Peluquera" "A Cabeleireira"                                                          | 1 de agosto de 2013 24 de setembro de 2018   |
| 56     | "Daisy y sus Dos Papás" "A Grande Dúvida"                                                   | 2 de agosto de 2013 25 de setembro de 2018   |
| 57     | "Daisy y Max en Argentina" "Novo Lar"                                                       | 5 de agosto de 2013 26 de setembro de 2018   |
| 58     | "Daisy VampiPolicía" "VampiPolícia"                                                         | 6 de agosto de 2013 27 de setembro de 2018   |
| 59     | "Daisy Contra el Caza Vampiros" "O Caça Vampiros"                                           | 8 de agosto de 2013 28 de setembro de 2018   |
| 60     | "Daisy y la Noche de Gala en Familia" "A Noite de Gala"                                     | 9 de agosto de 2013 29 de setembro de 2018   |
| 61     | "Daisy Viaja en la Historia" "Viagem Pela História"                                         | 12 de agosto de 2013 1 de outubro de 2018    |
| 62     | "Daisy y el Cumpleaños de Vicente" "Vicente Faz Aniversário"                                | 13 de agosto de 2013 2 de outubro de 2018    |
| 63     | "Daisy en el "Family Sport Day" "O Dia do Esporte em Família"                               | 14 de agosto de 2013 3 de outubro de 2018    |
| 64     | "Daisy en el África" "Viagem Para África"                                                   | 15 de agosto de 2013 4 de outubro de 2018    |
| 65     | "Daisy Durmiendo con el Enemigo" "Aprendendo a Conviver"                                    | 16 de agosto de 2013 5 de outubro de 2018    |
| 66     | "Daisy y el Max luchador" "O Lutador"                                                       | 20 de agosto de 2013 6 de outubro de 2018    |
| 67     | "Daisy y el Nuevo Director" "O Novo Diretor"                                                | 21 de agosto de 2013 8 de outubro de 2018    |
| 68     | "Daisy Paparazzi" "Paparazzi"                                                               | 22 de agosto de 2013 9 de outubro de 2018    |
| 69     | "Daisy en la Pantalla Grande" "Vampiros no Cinema"                                          | 23 de agosto de 2013 10 de outubro de 2018   |
| 70     | "Daisy y la Demolición" "A Demolição"                                                       | 26 de agosto de 2013 11 de outubro de 2018   |
| 71     | "Daisy Capuleto y Max Montesco" "Daisy Capuleto e Max Montecchio"                           | 27 de agosto de 2013 12 de outubro de 2018   |
| 72     | "¿Daisy Estrella?" "Dia de Estrela"                                                         | 28 de agosto de 2013 13 de outubro de 2018   |
| 73     | "Daisy una Vampira del Futuro" "Uma Vampira No Futuro"                                      | 29 de agosto de 2013 15 de outubro de 2018   |
| 74     | "Daisy y el Día de Halloween" "O Dia de Halloween"                                          | 30 de agosto de 2013 16 de outubro de 2018   |
| 75     | "Daisy y el Nuevo Vampiro" "O Novo Vampiro"                                                 | 2 de setembro de 2013 17 de outubro de 2018  |
| 76     | "Daisy Una Cuñada Ejemplar" "Uma Cunhada Exemplar"                                          | 3 de setembro de 2013 18 de outubro de 2018  |
| 77     | "Daisy Triunfa en Nueva York" "Sucesso em Nova Iorque!"                                     | 4 de setembro de 2013 19 de outubro de 2018  |
| 78     | "Daisy y el Rock and Roll" "Provas Finais"                                                  | 5 de setembro de 2013 20 de outubro de 2018  |
| 79     | "Daisy, Mentiras y Video" "Encontro Secreto"                                                | 6 de setembro de 2013 22 de outubro de 2018  |
| 80     | "Daisy y Cia en... Misión Imposible" "Missão Impossível"                                    | 9 de setembro de 2013 23 de outubro de 2018  |
| 81     | "Daisy en el Día de las Vampiras" "O Dia das Vampiras"                                      | 10 de agosto de 2013 24 de outubro de 2018   |
| 82     | "Daisy, Mirco y... Vampiman" "Vampi-Man"                                                    | 11 de setembro de 2013 25 de outubro de 2018 |
| 83     | "Daisy y los Corazones Rotos" "Corações Partidos"                                           | 12 de setembro de 2013 26 de outubro de 2018 |
| 84     | " Daisy en el Día del Arte" "Aula de Artes"                                                 | 13 de setembro de 2013 28 de outubro de 2018 |
| 85     | "Daisy y la Noche del Colmillo" "A Noite das Presas"                                        | 16 de setembro de 2013 29 de outubro de 2018 |
| 86     | "Daisy Pierde la Memoria" "Perdendo A Memória"                                              | 17 de setembro de 2013 30 de outubro de 2018 |
| 87     | "Daisy Versus Marilyn, El Ángel Rubio" "Daisy Versus Marilyn"                               | 18 de setembro de 2013 31 de outubro de 2018 |
| 88     | "Daisy y el Increíble Max" "O Incrível Max"                                                 | 19 de setembro de 2013 1 de novembro de 2018 |
| 89     | "Daisy y el Clip Prohibido" "Clipe Vampiro"                                                 | 20 de setembro de 2013 2 de novembro de 2018 |
| 90     | "Daisy y la Gran Final" "Grande Final"                                                      | 23 de setembro de 2013 3 de novembro de 2018 |
| 91     | "Marilyn la Caza Vampiros y... Goodbye Daisy" "Marilyn, A Caçavampiros"                     | 24 de setembro de 2013 5 de novembro de 2018 |
| 92     | "Daisy y la Tormenta Vampira" "Tempestade Vampira"                                          | 25 de setembro de 2013 6 de novembro de 2018 |
| 93     | "Daisy y los Cumpleaños de Max y Mirco" "Os Aniversariantes"                                | 26 de setembro de 2013 7 de novembro de 2018 |
| 94     | "Daisy, Vicente y la Fama" "Vicente e a Fama"                                               | 27 de setembro de 2013 8 de novembro de 2018 |
| 95     | "Daisy Muerde por Primera Vez" "O Cão Vampiro"                                              | 30 de setembro de 2013 9 de novembro de 2018 |
| 96     | "Daisy Adicta a las Compras" "Viciada em Compras"                                           | 1 de outubro de 2013 10 de novembro de 2018  |
| 97     | "El Matrimonio de Drácula" "O Casamento do Drácula"                                         | 2 de outubro de 2013 12 de novembro de 2018  |
| 98     | "Daisy y el Nuevo Vampiro" "O Mais Novo Vampiro"                                            | 3 de outubro de 2013 13 de novembro de 2018  |
| 99     | "Daisy y los VampiAngeles de Charlie" "As Vampipanteras"                                    | 4 de outubro de 2013 14 de novembro de 2018  |
| 100    | "Daisy y el Día de la Independencia Vampira" "O Dia da Independência Vampira"               | 7 de outubro de 2013 15 de novembro de 2018  |
| 101    | "Cambio de Vidas" "Mudança de Vida"                                                         | 8 de outubro de 2013 16 de novembro de 2018  |
| 102    | "Max el Vampiro de Daisy" "O Vampiro da Daisy"                                              | 9 de outubro de 2013 17 de novembro de 2018  |
| 103    | "Max en el Mundo Vampiro" "Max No Mundo Vampiro"                                            | 10 de outubro de 2013 19 de novembro de 2018 |
| 104    | "Una Herencia Inesperada" "Uma Herança Inesperada"                                          | 11 de outubro de 2013 20 de novembro de 2018 |
| 105    | "¿Primos?" "Primos?"                                                                        | 15 de outubro de 2013 21 de novembro de 2018 |
| 106    | "Mujeres Versus Hombres" "Chega de Conversa!"                                               | 16 de outubro de 2013 22 de novembro de 2018 |
| 107    | "Daisy y el Capo de la Mafia" "O Pedido de Casamento"                                       | 17 de outubro de 2013 23 de novembro de 2018 |
| 108    | "El Casamiento de Daisy" "O Casamento"                                                      | 18 de outubro de 2013 24 de novembro de 2018 |
| 109    | "Daisy y la Nube Tóxica" "A Nuvem Tóxica"                                                   | 21 de outubro de 2013 26 de novembro de 2018 |
| 110    | "La Doble de Daisy" "A Dublê"                                                               | 22 de outubro de 2013 27 de novembro de 2018 |
| 111    | "Daisy Versus Daisy" "Daisy Contra Daisy"                                                   | 23 de outubro de 2013 28 de novembro de 2018 |
| 112    | "La Vampira es un Fantasma" "A Vampira é um Fantasma"                                       | 24 de outubro de 2013 29 de novembro de 2018 |
| 113    | "Una Vampira Sale a la Luz" "Revelação Vampira"                                             | 25 de outubro de 2013 30 de novembro de 2018 |
| 114    | "El Entierro de Drácula" "O Fim do Drácula?"                                                | 28 de outubro de 2013 1 de dezembro de 2018  |
| 115    | "Daisy No Puede Llorar" "Vampiros Não Choram"                                               | 29 de outubro de 2013 3 de dezembro de 2018  |
| 116    | "Daisy la Nueva VampiHéroe" "A Nova Vampi Heroína"                                          | 30 de outubro de 2013 4 de dezembro de 2018  |
| 117    | "Un Deseo de Cumpleaños" "Um Desejo de Aniversário"                                         | 31 de outubro de 2013 5 de dezembro de 2018  |
| 118    | "Catalina Decide el Final" "Catalina Decide o Final"                                        | 1 de novembro de 2013 6 de dezembro de 2018  |
| 119    | "Los Vampiros y la Ola de Calor" "Os Vampiros e a Onda de Calor"                            | 4 de novembro de 2013 7 de dezembro de 2018  |
| 120    | "El Fin de los Vampiros" "O Fim Dos Vampiros"                                               | 5 de novembro de 2013 8 de dezembro de 2018  |